# Gornje Soli
Gornje Soli. Od turskih vremena nosi naziv Gornja Tuzla.
U periodu Bosne postojala su u župi Solima dva naselja – Gradovrh u dolini Soline i Grad u Gornjoj Tuzli. Nalazio na vrhu strmog brijega, istočno od današnjeg naselja Varoši. Brijeg se danas zove Grad. Naselje Grad je bilo zaštićeno ogradom od visokih kolaca. Ispod Grada bilo je podgrađe na mjestu zvanom Varoš. Dva mjesta u blizini zovu se Crkvina.
Ne zna se kad su franjevci došli u Soli. Vjerojatno su samostan podigli samostan krajem 14. ili u prvoj polovini 15. st. U Gornjim Solima spominje se godine 1447. samostan sv. Marije. Za godinu 1506. franjevački povjesničar L. Waddinga navodi samostan u Gornjoj i Donjoj Tuzli, a 1514. godine spominje gornjotuzlanski samostan.
Sela "Gornje Soli" i "Donje Soli" preimenovali su Osmanlije u "Memlehai-bala" i "Memlehai-zir", u prijevodu Gornja i Donja Solana. U svakom od tih naselja djelovao je po jedan samostan, što upućuje da su ovdje živjeli Hrvati katolici.
Zbog slabijeg otpora turskim osvajanjima samostan i crkva Blažene Djevice Marije preživjeli su turska razaranja. Mnogi su katolici prebjegli preko Save u Slavoniju i Bačku, ali neki su ostali. Gornja Tuzla postaje sjedište nahije Gornja Tuzla. Vlašću sultana Selima I. Surovog (1512. – 1520.) i Sulejmana Veličanstvenog (1520. – 1566.) dolaze užasna vremena katolicima. Bosanski namjesnik Gazi Husrev-beg, podrijetlom Bosanac, želi potpuno islamizirati BiH. Bijes zbog neuspjeha u ratovima Osmanlije su iskalile na katolicima. Katolički vjerski objekti su srušeni, opljačkani, katolici izbjegli ili prešli na islam. Gornja Tuzla već u defteru Zvorničkog sandžakata 1533. ima 144 muslimanske i tek 10 kršćanskih kuća. Popis 1548. Zvorničkog sandžakata spominje selo Izvorište (vjerojatno promijenilo poslije ime u Gradovrh) kao dio kasabe Memlehai-bala, kao dio kršćanske kasabe s dvije mahale. Gornja Tuzla je smatrana razvijenom kasabom s pet muslimanskih mahala. Crkve na tom popisu više nema.
 Za porušenu crkvu u Gornjoj Tuzli Osmanlije su dopustile kao svojevrsnu zamjenu gradnju crkve u Gradovrhu, poslije srušenu za mletačko-turskih ratova 1537. – 1540. Izvješća Bonifacija iz 1581. i Baličevića iz 1591. opet spominju crkvu u Gornjim Solima, ali vizitatori koji su pohodili Soli u 17. stoljeću ne spominju tu crkvu.